# Sissian
Sissian (en armeni: Սիսիան [sisˈjɑn]) és una ciutat, capital del municipi de Sissian, a la Província de Siunik, al sud d'Armènia. Està localitzada a la riba del riu Vorotan, a l'altitud de 1600 m per sobre del nivell del mar, a 6 km al sud de la carretera Yerevan-Meghrí, a 217 al sud-est de Yerevan i a 115 km al nord de la capital de la província, Kapan.
Segons el cens del 2022 la ciutat té una població de 13.179 habitants.

## Etimologia
La zona de l'actual Sissian era coneguda amb els noms de Sissakan i Sissavan durant l'edat mitjana. Segons Moisès de Khorèn el nom de Sissakan (i, per tant, de Sissian) deriva de Sissak, un ancestre de la dinastia armenia dels siuni.

## Geografia

### Topografia

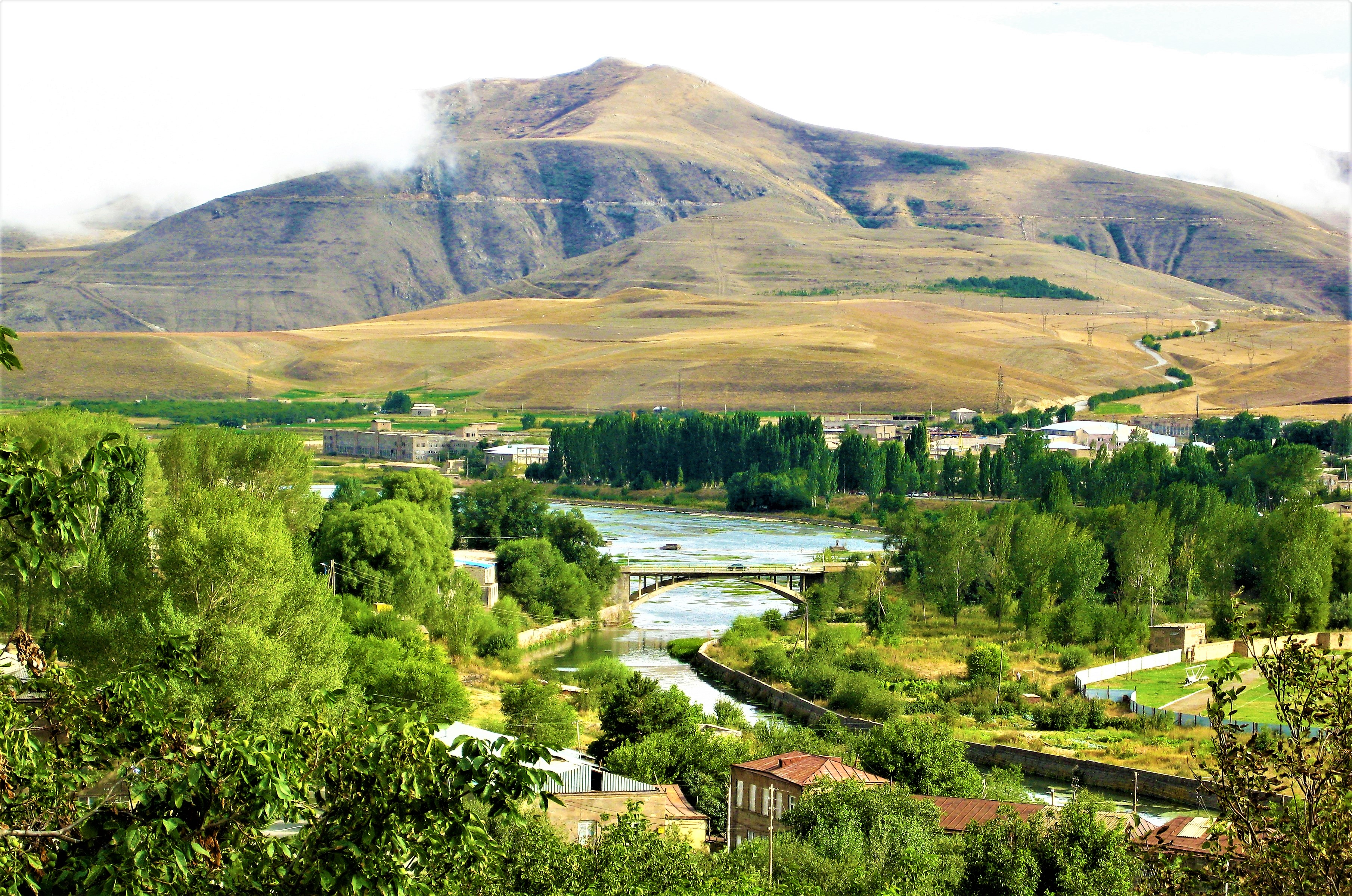
Riu Vorotan a Sissian

Sissian està localitzat al sud-est d'Armènia, a la regió muntanyenca de Siunik. Està envoltada per les Serralada de Zanguezur i per les muntanyes de Bargushat al sud. Està situada a la riba del riu Vorotan, a una altitud mitjana de 1.600 metres sobre el nivell del mar, a tan sols 6 km al sud de la carretera principal que connecta Armènia amb l’Iran i amb la regió de l’Alt Karabakh. El riu Sissian desemboca al Vorotan al límit sud del nucli urbà.
El coll de muntanya de Sissian, situat al nord de la ciutat, s’eleva fins als 2.345 metres d’altitud i comunica la plana del Vorotan, a l’est, amb les planes de Nakhitxevan, a l’oest. El mont Ughtasar, amb una altitud de 3.563 metres, s’alça al nord de Sissian, mentre que el mont Mets Ishkhanasar (3.552 metres) es troba a 13 km a l’est de la ciutat.

### Clima
Sissian té un clima continental humit (classificació Dfb/Dwb segons el sistema climàtic de Köppen). La temperatura mitjana del mes de gener és de -6 °C, mentre que al mes de juliol és de 18 °C. La precipitació anual mitjana és d’aproximadament 489 mm.

## Demografia i religió
La població de la ciutat són ètnicament armenis i pertanyen a l'Església Apostòlica Armènia. Té l'església de Sant Gregori de Sisavan del segle VII. La ciutat pertany a la diòcesi de Syunik, que té la seu a Gorís.

## Història

### Història antiga i edat mitjana

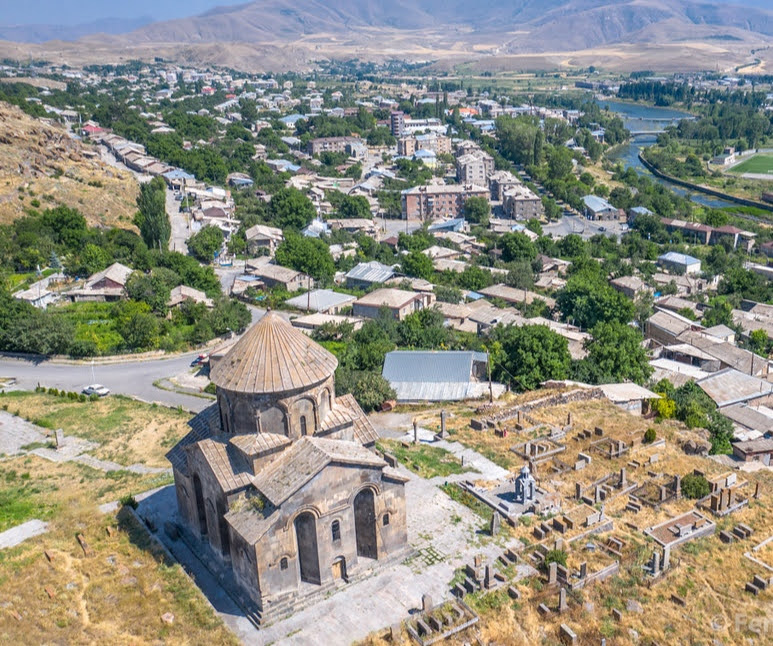
Església de Sant Gregori del segle VII

Les excavacions arqueològiques de tombes i ceràmiques datades del Bronze mitjà a la zona de Sissian han estat atribuïdes a la cultura de Trialètia. Històricament, el territori que actualment ocupa Sissian formava part del cantó de Tsghuk dins la regió històrica de Siunia, la novena província de la Gran Armènia. Alguns acadèmics identifiquen Tsghuk amb Suluqu, un territori esmentat en una inscripció cuneïforme del rei Argisti II d’Urartu, datada al segle VIII aC.
Entre els anys 331 aC i 428 dC, la regió de Sissian  —aleshores coneguda com a Sisakan— formava part de l'antic Regne d’Armènia , sota les dinasties Oròntida, Artàxida i Arsàcida. Durant el segle IV, l’antic assentament de Shaghat, proper a Sisakan, esdevingué residència dels prínceps Siunis, la casa governant de la regió històrica de Siunik.
En l’època medieval, Armènia es convertí en escenari de conflictes entre forces invasores bizantines, perses i àrabs. Fou en aquest període quan es bastiren diversos monuments medievals a Sissian, entre els quals destaca l’Església de Sant Gregori, construïda entre els segles VII i inicis del VIII. Aquestes esglésies foren principalment patrocinades per prínceps armenis de l’aristocràcia local, que governaven la regió de manera autònoma entre la caiguda del Regne Arsàcida (428) i l’ascens dels regnes armenis del segle IX. Sissian mantingué el seu caràcter de centre espiritual i polític fins a finals del segle X, quan la vila fortificada de Kapan —al cantó de Baghk, al sud— fou designada capital del recentment establert Regne de Siunia l’any 987, sota el protectorat del Regne Bagràtida d’Armènia.
L’any 1103, la regió fou envaïda i saquejada pels seljúcides. Després de la caiguda del Regne de Siunia el 1170, la regió, juntament amb la resta de territoris armenis històrics, patí successives invasions per part dels seljúcides, mongols, Aq Qoyunlu i Qara Qoyunlu, entre els segles XII i XV. A mitjan segle XIII, Sissian fou una de les residències del noyan mongol i comandant Baiju, durant el període de dominació mongola sobre Armènia. El 1247, una missió dominica encapçalada per Simó de Sant Quintí i Ascelí de Llombardia —enviada pel papa Innocenci IV— arribà al gran campament mongol situat al castell de Sissian. L’objectiu era sol·licitar una audiència amb el comandant Baidju, però la petició fou rebutjada arran de l’arrogància dels emissaris, que defensaven la superioritat cristiana i es negaven a reconèixer l’autoritat de Baidju. Després de tres mesos, Baidju els retornà amb una carta adreçada al papa en què exigia la submissió de Roma.

### Domini persa
A començaments del segle XVI, Sisakan fou incorporada al Beglarbegi d’Erevan dins l’imperi Safàvida de Pèrsia. Els governants turcs i perses de l’Armènia oriental anomenaren la ciutat Gharakilisa (turc: Qarakilsə, lit. “església negra”). Des de finals de l’edat mitjana, la família noble armènia dels meliks de Tangian van governar Sissian. A inicis del segle XVIII, la regió adquirí una importància simbòlica i militar per la figura del cabdill armeni David Bek, que liderà la campanya de resistència contra els safàvides i les incursions dels otomans. El 1722, David Bek inicià les seves accions militars amb el suport de milers de patriotes armenis que alliberaren Siunik. L’any 1750, Sisakan passà a formar part del recentment constituït kanat de Karabagh.

### Domini rus

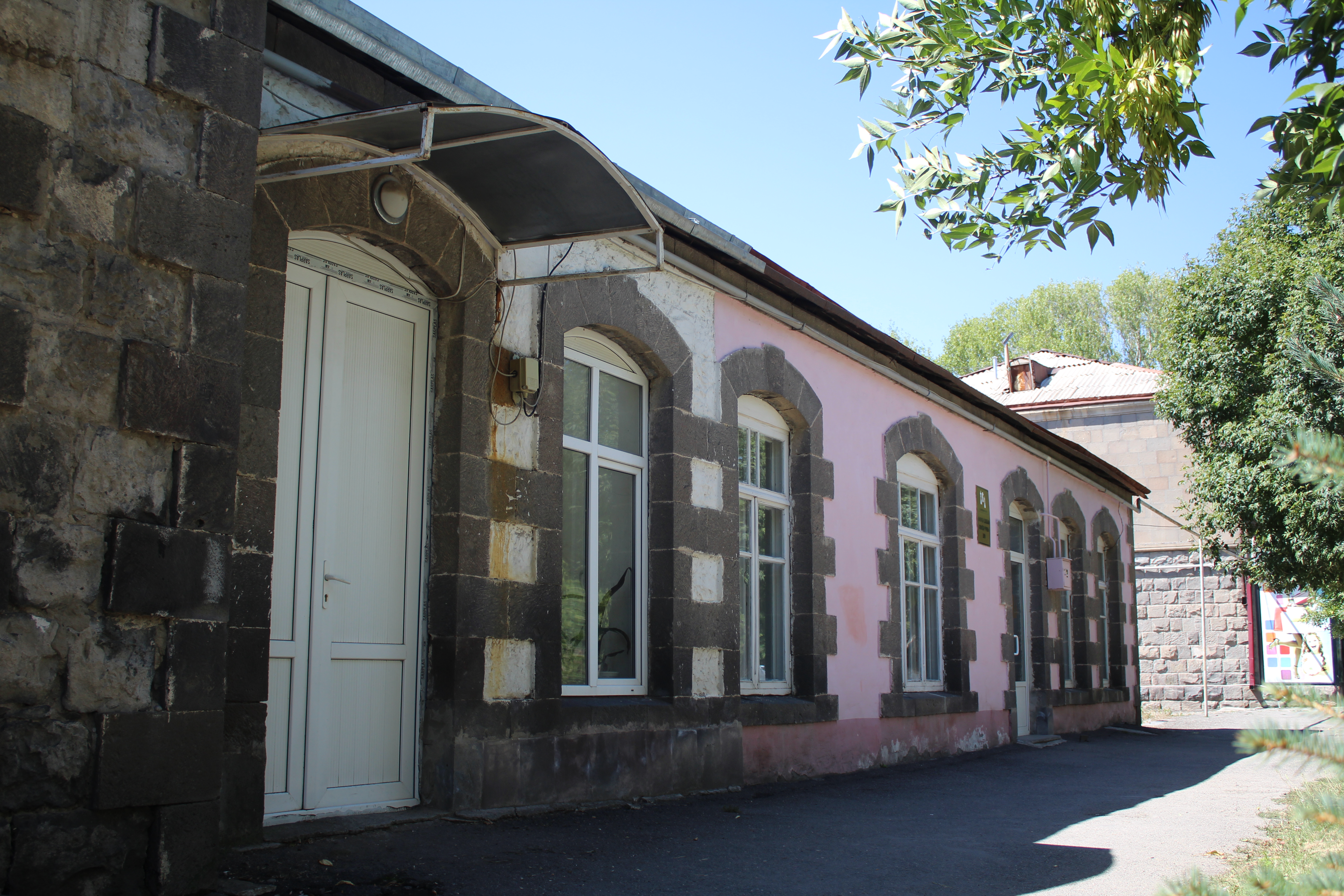
Edifici del segle XIX de Sissian

A principis del segle XIX, diversos territoris del sud d’Armènia —inclosa la regió de Sisakan— foren annexionats per l’Imperi Rus arran del Tractat de Gulistan, signat el 24 d’octubre de 1813 entre Rússia i l’Iran Qajar, que posà fi a la Guerra rusopersa de 1804–1813. Entre 1828 i 1830, nombroses famílies armènies procedents de les ciutats iranianes de Khoy i Salmas s’establiren a la regió. L’any 1868, Sisakan fou inclosa dins el districte (uezd) de Zangezur, que pertanyia a la governació d’Elizavetpol de l’Imperi Rus. El 1886, la població del nucli ascendia a prop d’un miler d’habitants, entre els quals es comptaven divuit meliks locals.

### Història contemporània

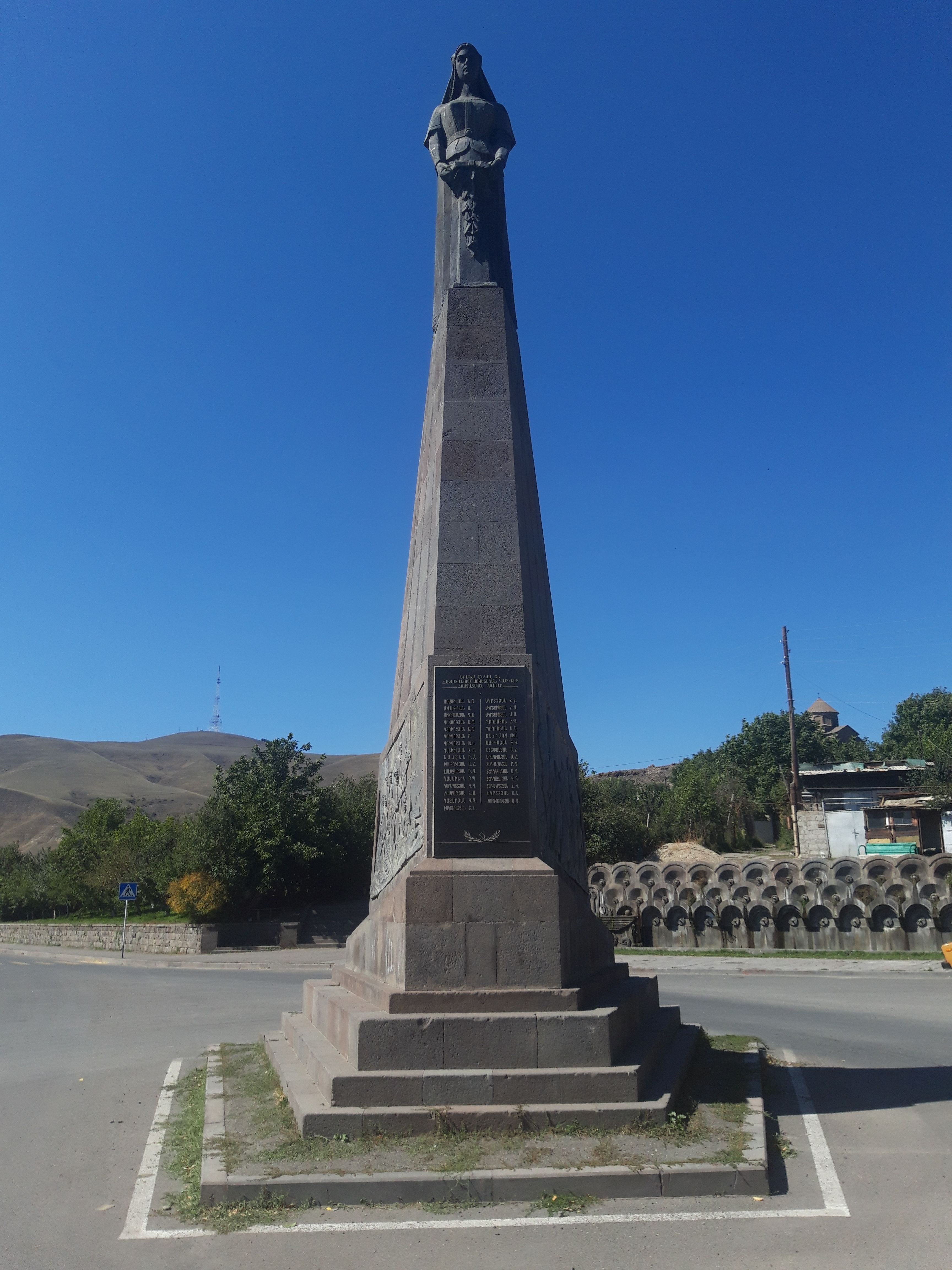
Monument a les víctimes de la sovietització d'Armènia de Sissian

Després de la Primera Guerra Mundial, Sisakan formà part de la efímera República Democràtica d’Armènia independent entre 1918 i 1920. A la vigília de la instauració del règim soviètic a Armènia, el desembre de 1920, Sissian fou integrada a la República de l'Armènia Muntanyenca (Lernahayastani Hanrapetut’yun), un estat independent de caràcter insurreccional liderat per Garegin Nzhdeh, que s’oposà al bolxevisme i mantingué el control de la regió entre el 26 d’abril i el 12 de juliol de 1921.
Amb l’ocupació de l’Exèrcit Roig de la regió de Zangezur el juliol de 1921, Sisakan, juntament amb les ciutats de Gorís, Kapan i Meghrí, quedà sota control soviètic. El 1930, Sissian esdevingué centre administratiu del recentment creat raion de Sissian. Tant la ciutat com el districte reberen el nom de Gharakilisa fins al 1935, i foren coneguts com a Sisavan entre 1935 i 1940. Amb la posada en marxa del complex hidroelèctric Vorotan Cascade durant la dècada del 1960, la ciutat experimentà un notable creixement econòmic i urbanístic. Es fundaren diverses indústries i empreses de serveis. L’any 1974, Sissian assolí l’estatus de “ciutat de subordinació regional” dins la subdivisió administrativa (shrjan) de Sissian de la República Socialista Soviètica d’Armènia. El pla urbanístic principal de la ciutat fou aprovat el 1976. El 1982, es construí una pista d’aterratge als afores nord-orientals de la ciutat, al costat de l’eix viari principal nord-sud d’Armènia. Actualment, l’aeroport de Sissian no presta servei a l’aviació civil i és utilitzat com a base militar conjunta armenio-russa.
Després de la independència d’Armènia l’any 1991, Sissian fou integrada a la recentment creada província de Siunik, segons la reforma administrativa de 1995.

## Cultura

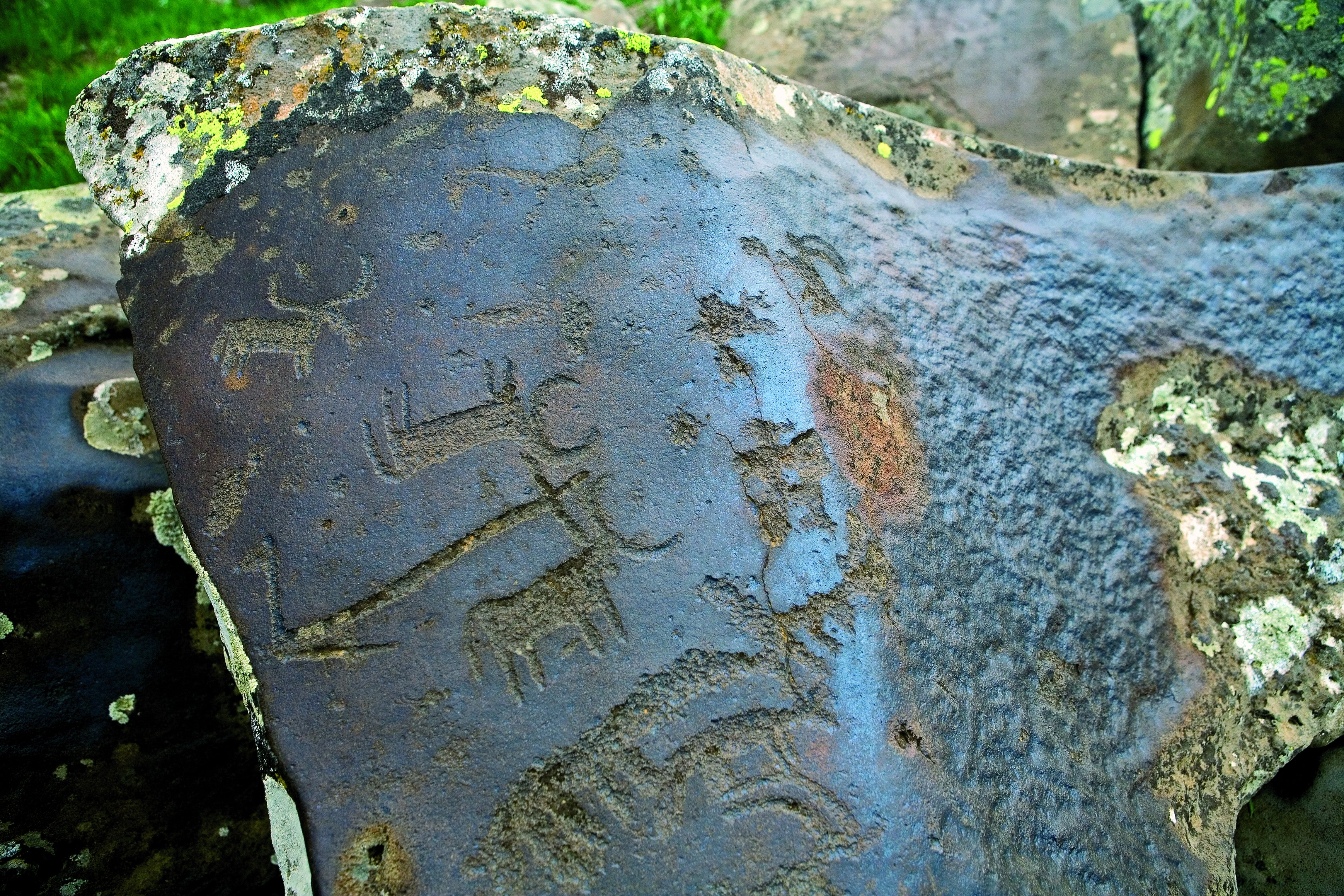
Petròglifs de bous a Ughtasar

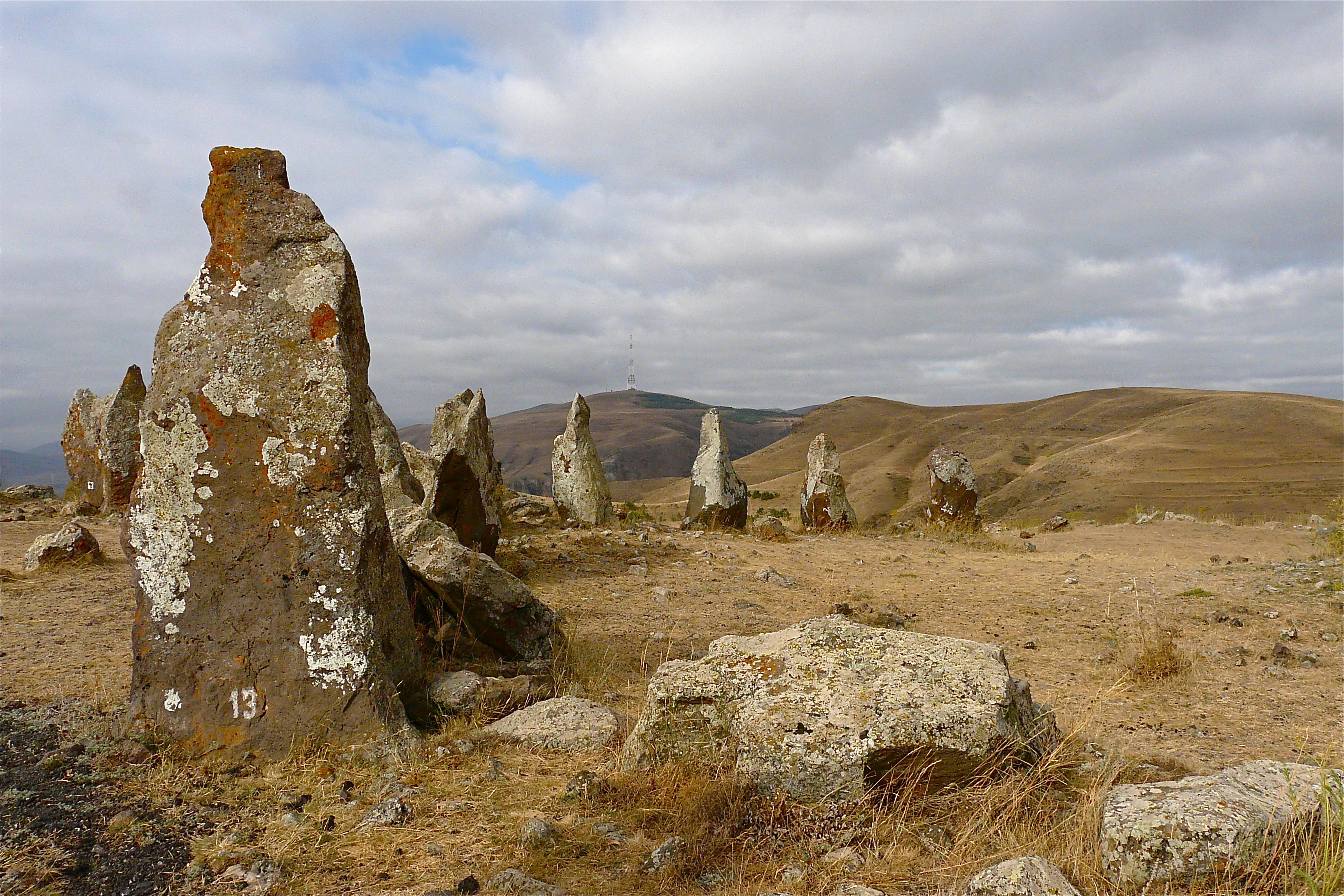
Cercle de pedres de Zorats Karer

Sissian està envoltada per nombrosos jaciments arqueològics que daten des del Paleolític fins a l’edat del bronze inicial. Els petroglifs d’Ughtasar —considerats un dels conjunts de gravats rupestres més extensos del món i datats aproximadament al 12è mil·lenni aC— es troben a pocs quilòmetres al nord de la ciutat. A uns 3 km al nord de Sissian es localitza el jaciment arqueològic de Zorats Karer, sovint anomenat internacionalment com el "Stonehenge armeni", datat al tercer mil·lenni aC.
A l’extrem nord-oriental de la ciutat es conserven restes d’una fortalesa ciclòpia de l’edat del bronze. A més, hi ha dues altres fortaleses medievals situades respectivament a l’oest i al nord-est del nucli urbà. L’església de Sant Gregori de Sisavan (també coneguda com a Surp Hovhannes), construïda entre els anys 670 i 689, és un dels principals monuments històrics de la ciutat.
El Museu d’Història de Sissian, que porta el nom de l'historiador Nicholas Adontz, es va inaugurar l’any 1989 i té col·leccions dedicades a la història de Sissian i del seu entorn. La ciutat també disposa d’una biblioteca pública fundada l’any 1935, de la casa de cultura Hamo Sahyan i de la filial de Sissian de la Galeria Nacional d’Armènia, oberta al públic el 1978.
L’acadèmia de música de la ciutat funciona des de l’any 1960. Sissian també disposa d’una acadèmia de belles arts i una escola d’art infantil, ambdues fundades durant l’època soviètica, que porten el nom de Z. Khachatryan.
La ciutat disposa de dues publicacions locals: Vorotan i Vorotaniants Ghoghanjner.

## Transports

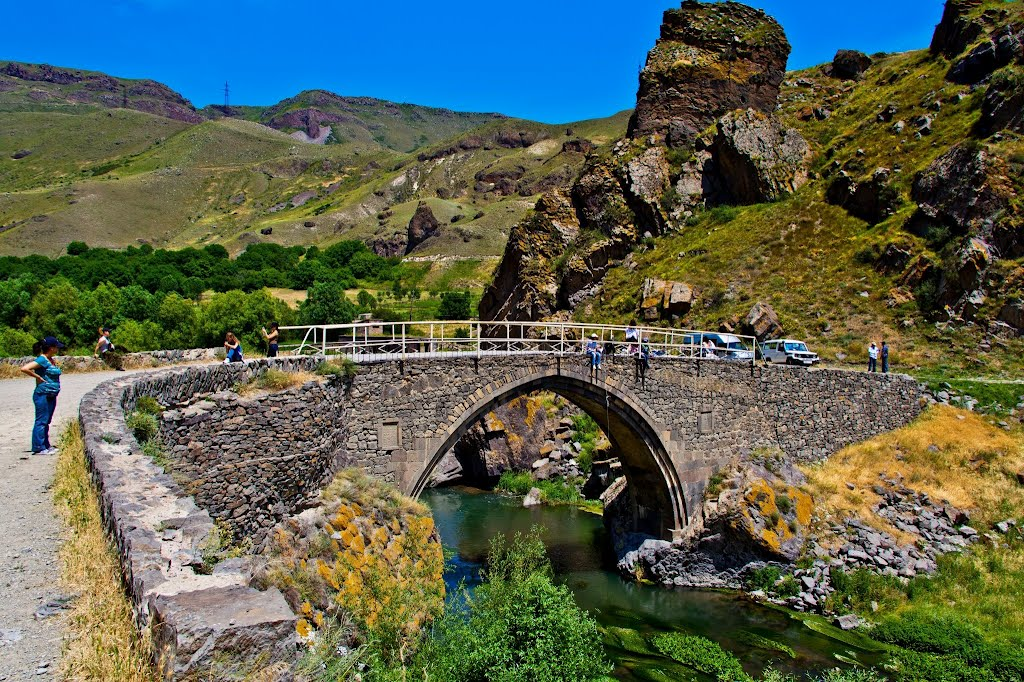
Pont melik Tang a prop de Sissian, construit l'any 1855

La carretera Yerevan–Stepanakert (autopista M-2), que enllaça Armènia amb la República d’Artsakh, es troba a només 6 km al nord-est de Sissian. La pista d’aterratge de Sissian, adjacent a aquesta via, fou construïda l’any 1982. La ciutat es comunica amb els pobles i localitats dels voltants mitjançant una xarxa de carreteres regionals que travessen els passos de muntanya de la zona.